# Тавинбу

33 буквы бирманского письма

Тавинбу (выпуклое та, တ) — 16-я буква бирманского алфавита. В сингальском пали соответствует букве таянна, в тайском пали соответствует букве тотау (черепаха). Тауамбу является омоглифом девятой буквы грузинского алфавита — тхани .
Диакритический знак ечха с тауамбу может писаться слитно: 

## Тэда (грамматика)
- Тэ — кайен, эвфоническая частица, добавляемая при образовании наречий.
- Тоу — кейнхньюнписи, показатель множественного числа для одушевлённых существительных.
- То — нэнтауписи, эмфатическая частица при перечислении.
- Тайн — вэйсаписи, каждый.

## Слова на тауамбу
Имена на букву тауамбу по бирманским астрологическим обычаям даются людям, родившимся в субботу.